# NGC 1850
NGC 1850是在距離地球16.8萬光年（51510秒差距）的大麥哲倫星系中，由兩個星團組成的超星團，在天球上位於劍魚座。NGC 1850由詹姆士·敦洛普發現於1826年8月3日。NGC 1850是一個不尋常的星團，因為該星團內的恆星分布與球狀星團類似，但和銀河系的球狀星團不同的是其成員星是年輕恆星。銀河系中唯一與NGC 1850類似的天體只有維斯特盧1。

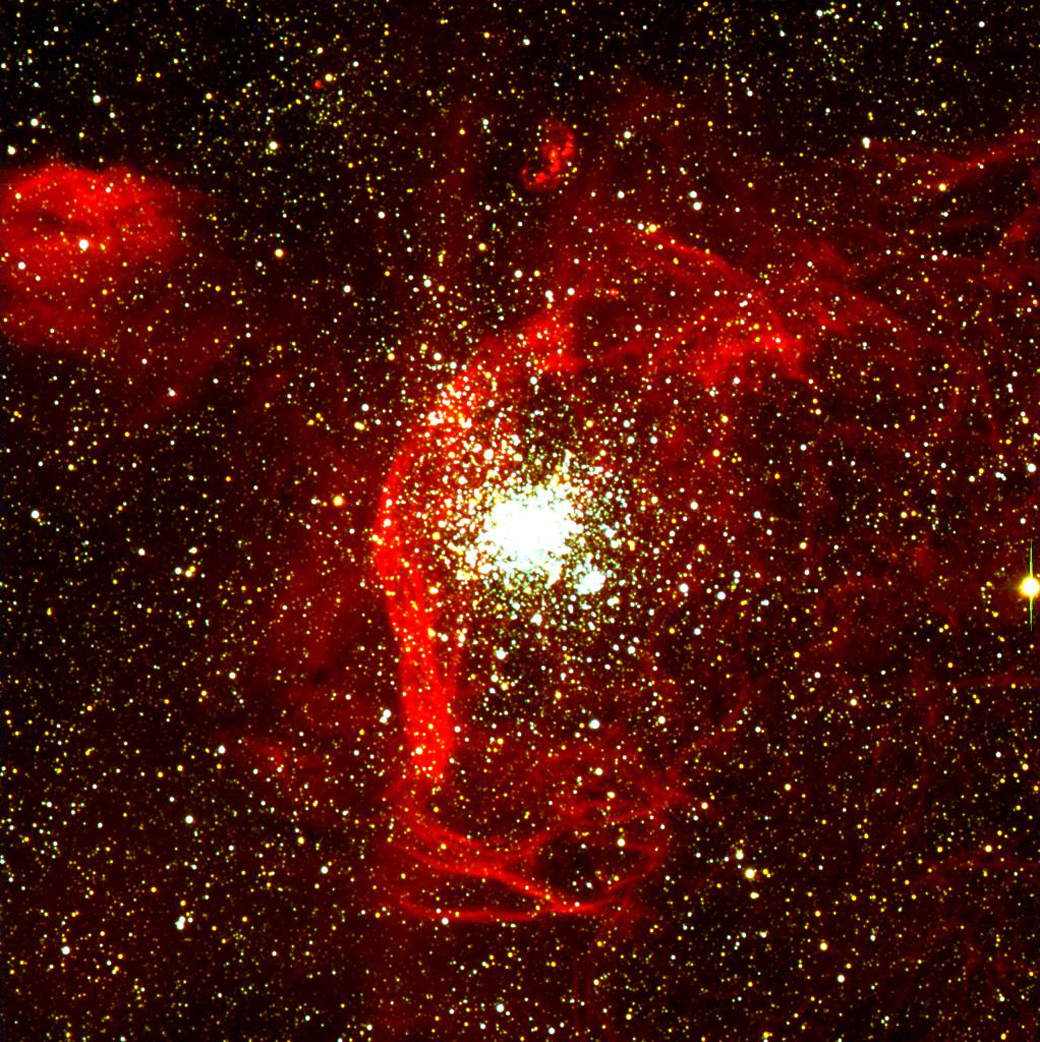
欧洲南方天文台拍攝的NGC 1850影像，可見該星團周圍的雲氣分布。